# 1956
1956. је била преступна година.

## Догађаји

### Јануар
- 1. јануар — Англо-египатски кондоминијум завршава се у Судану после 57 година.
- 8. јануар — Операција Аука: Пет америчких евангелистичких хришћанских мисионара, Нејт Сејнт, Роџер Јудеријан, Ед Мекали, Џим Елиот и Пит Флеминг, убијени су због упада на туђи посед од стране народа Ваорани из Еквадора.
- 16. јануар — Египатски вођа Гамал Абдел Насер обећава да ће повратити Палестину.
- 25–26. јануар — Финске трупе поново окупирају Поркалу, након што совјетске трупе напуштају њену војну базу.
- 26. јануар — Отворене Зимске олимпијске игре 1956. у Кортини д'Ампецо, Италија.

### Фебруар
- 25. фебруар — На завршетку 20. конгреса Комунистичке партије СССР, Никита Хрушчов прочитао је Тајни реферат, у којем је изложио последице Стаљинове владавине и култа личности.

### Март
- 2. март — Мароко прогласио назависност од Француске.

- 9. март — Совјетске оружане снаге су угушиле масовне демонстрације у Грузијској Совјетској Социјалистичкој Републици, реагујући на политику дестаљинизације Никите Хрушчова.

- 10. март – Фери Делта 2 обара светски рекорд брзине у ваздуху, подижући га на 1.822 км/х или 1,73 Маха, што је повећање од око 480 км/х у односу на претходни рекорд, и тако постаје први авион који је прешао 1.600 км/х у равном лету.
- 11. март – Након премијере у Лондону претходне године, филм Лоренса Оливијеа, Ричард III, адаптиран по Шекспировој драми, има своју америчку премијеру у биоскопима и на NBC-TV истог дана.

- 12. март – 96 америчких конгресмена потписало је Јужни манифест, протест против пресуде Врховног суда из 1954. године (Браун против Одбора за образовање) којом је десегрегирано јавно образовање.
- 13. март – Елвис Присли објављује свој први златни албум под називом Елвис Пресли у Сједињеним Државама.
- 20. март – Тунис стиче независност од Француске.
- 21. март – 28. церемонија доделе Оскара одржана је у Лос Анђелесу. Марти је награђен наградом за најбољи филм.
- 23. март – Пакистан постаје прва исламска република, а у земљи се обележава национални празник, укључујући и државу Источни Пакистан.

### Април
- 7. април — Шпанија се одрекла свог протектората у Мароку.

### Мај
- 20. мај — Американци извршили прву експлозију хидрогенске бомбе бачене из авиона изнад пацифичког острва Бикини.

### Јун
- 13. јун — Последњи британски војници напустили базу код Суецког канала, којим је Велика Британија управљала 74 године.
- 23. јун — Пуковник Гамал Абдел Насер је изабран за председника Египта.
- 28. јун-30. јун — Познањски јун

### Јул
- 1. јул — У Београду је емитован први експериментални ТВ пренос.
- 19. јул — Лидери Југославије, Индије и Египта - Јосип Броз Тито, Џавахарлал Нехру и Гамал Абдел Насер, потписали су Брионску декларацију о заједничкој противблоковској политици, што је означило почетак стварања Покрета несврстаних.
- 26. јул — Египатски председник Гамал Абдел Насер је национализовао Суецки канал, који је био под контролом англо-француске компаније.

### Август
- 7. август — Седам камиона са муницијом натоварених са 1.053 кутије динамита експлодира у Калију, Колумбија. Процене броја жртава крећу се од 1.300 до 10.000, у граду који је имао 120.000 становника[1].
- 8. август — 262 рудара (углавном италијански држављани) погинуло је у пожару у руднику угља Боа ди Казије, у Марчинелу, Белгија.
- 17. август — Западна Немачка забрањује Комунистичку партију Немачке.
- Први међуверски дијалог између хришћана, Јевреја и муслимана са преко 850 учесника одржан је у манастиру Тумлилин у Азруу, у Мароку[2].

### Септембар
- 16. септембар — Почело емитовање телевизијског програма у Аустралији.
- 21. септембар — Убијен је никарагвански диктатор Анастасио Сомоза Гарсија.
- 25. септембар — Пуштен је у рад подморски трансатлантски телефонски кабл.

### Октобар
- 23. октобар — У Мађарској уличним демонстрацијама почела антикомунистичка побуна.
- 29. октобар — Нападом израелске војске на Синајско полуострво је почела Суецка криза.

### Новембар
- 4. новембар — Совјетске трупе су заузеле Будимпешту током гушења побуне у Мађарској, а за новог премијера постављен је Јанош Кадар.
- 5. новембар — Британски падобранци су извели десант на Порт Саид током британско-француско-израелске агресије на Египат.
- 7. новембар — Генерална скупштина Уједињених нација изгласала резолуцију којом је наложено Великој Британији, Француској и Израелу да повуку трупе из Египта.
- 10. новембар — Совјетска војска окончала антикомунистичку побуну у Мађарској.

### Децембар
- 2. децембар — Фидел Кастро се искрцао на Кубу, с мањом групом револуционара и почео борбу која је окончана рушењем Батистиног режима.

### Датум непознат
- Википедија:Непознат датум — Одржан је велики шаховски турнир у шаху "Аљехинов меморијални турнир“ у Москви, Совјетски Савез. Победници су били Михаил Ботвиник и Василиј Смислов.

## Рођења

### Јануар
- 1. јануар — Енди Гил, енглески музичар и музички продуцент, најпознатији као суоснивач и соло гитариста групе Gang of Four (прем. 2020)[3]
- 3. јануар — Мел Гибсон, амерички глумац, редитељ и продуцент[4]
- 5. јануар — Тадија Качар, босанскохерцеговачко-српски боксер[5]
- 7. јануар — Дејвид Карусо, амерички глумац и продуцент[6]
- 7. јануар — Никола Никић, босанскохерцеговачки фудбалер и фудбалски тренер[7]
- 7. јануар — Миладин Шобић, црногорски музичар[8]
- 8. јануар — Мирослав Николић, српски кошаркашки тренер[9]
- 8. јануар — Санда Рашковић Ивић, српска психијатрица, психотерапеуткиња и политичарка[10]
- 9. јануар — Имелда Стонтон, енглеска глумица[11]
- 11. јануар — Филис Логан, шкотска глумица[12]
- 12. јануар — Николај Носков, руски музичар[13]
- 20. јануар — Бил Мар, амерички комичар, ТВ водитељ, писац и глумац[14]
- 21. јануар — Џина Дејвис, америчка глумица[15]
- 22. јануар — Љиљана Смајловић, српска новинарка
- 23. јануар — Лаза Ристовски, српски музичар, најпознатији као клавијатуриста (прем. 2007)[16]
- 27. јануар — Мими Роџерс, америчка глумица[17]
- 30. јануар — Дарко Рундек, хрватски музичар, песник, редитељ и глумац[18]

### Фебруар
- 1. фебруар — Ексен Сервенка, америчка музичарка, уметница и песникиња, најпознатија као певачица групе [19]
- 12. фебруар — Велимир Зајец, хрватски фудбалер и фудбалски тренер[20]
- 15. фебруар — Радомир Савић, српски фудбалер[21]
- 26. фебруар — Милан Бабић, српски политичар и стоматолог (прем. 2006)[22]
- 26. фебруар — Мишел Уелбек, француски писац, песник и есејиста[23]
- 29. фебруар — Ајлин Вурнос, америчка проститутка и серијски убица. (прем. 2002)[24]

### Март
- 3. март — Збигњев Боњек, пољски фудбалер и фудбалски тренер[25]
- 7. март — Брајан Кранстон, амерички глумац, редитељ, продуцент и сценаристкиња[26]
- 11. март — Зоран Красић, српски правник и политичар (прем. 2018)[27]
- 12. март — Стив Харис, енглески музичар, најпознатији као оснивач и басиста групе [28]
- 13. март — Дејна Делејни, америчка глумица и продуценткиња[29]
- 17. март — Саша Хабић, српски музичар, музички продуцент и композитор[30]
- 18. март — Ингемар Стенмарк, шведски алпски скијаш[31]
- 19. март — Крис О’Нил, аустралијска тенисерка[32]
- 23. март — Жозе Мануел Барозо, португалски политичар, премијер Португалије (2002—2004) и 12. председник Европске комисије[33]

### Април
- 12. април — Енди Гарсија, амерички глумац и редитељ[34]
- 12. април — Рајко Којић, српски музичар, најпознатији као гитариста групе Рибља чорба (прем. 1997)[35]
- 18. април — Ерик Робертс, амерички глумац[36]
- 18. април — Џон Џејмс, амерички глумац и продуцент[37]
- 19. април — Сју Баркер, енглеска тенисерка и ТВ водитељка[38]
- 28. април — Ханка Палдум, босанскохерцеговачка певачица[39]
- 30. април — Ларс фон Трир, дански редитељ и сценариста[40]

### Мај
- 8. мај — Жарко Копривица, српски кошаркаш и кошаркашки функционер
- 8. мај — Звонко Миленковић, српски музичар, најпознатији као члан групе Рокери с Мораву (прем. 2008)[41]
- 14. мај — Слободан Каралић, српски фудбалски голман и фудбалски тренер (прем. 2013)[42]
- 22. мај — Ал Корли, амерички глумац, певач и продуцент[43]
- 24. мај — Шон Кели, ирски бициклиста[44]
- 26. мај — Ненад Стојковић, српски фудбалер и фудбалски тренер[45]
- 27. мај — Ђузепе Торнаторе, италијански редитељ и сценариста[46]

### Јун
- 4. јун — Кит Дејвид, амерички глумац и продуцент[47]
- 5. јун — Кени Џи, амерички џез саксофониста[48]
- 6. јун — Бјерн Борг, шведски тенисер[49]
- 9. јун — Патриша Корнвел, америчка списатељица[50]
- 14. јун — Кинг Дајмонд, дански музичар, најпознатији као фронтмен група Mercyful Fate и King Diamond[51]
- 25. јун — Ентони Бурден, амерички кувар, писац и аутор ТВ емисија о путовањима и храни (прем. 2018)[52]
- 26. јун — Крис Ајзак, амерички музичар и глумац[53]
- 30. јун — Петар Јањатовић, српски музички новинар и критичар[54]

### Јул
- 9. јул — Том Хенкс, амерички глумац, редитељ и продуцент[55]
- 15. јул — Ијан Кертис, енглески музичар, најпознатији као фронтмен и певач групе Joy Division (прем. 1980)[56]
- 15. јул — Џо Сатријани, енглески музичар, најпознатији као гитариста[57]
- 16. јул — Тони Кушнер, амерички књижевник и сценариста
- 20. јул — Мима Јаушовец, словеначка тенисерка[58]
- 31. јул — Мајкл Бин, амерички глумац[59]

### Август
- 3. август — Небојша Брадић, српски редитељ, драматург и политичар[60]
- 8. август — Милош Шестић, српски фудбалер[61]
- 20. август — Џоун Ален, америчка глумица[62]
- 21. август — Ким Катрал, енглеско-канадска глумица[63]
- 24. август — Кевин Дан, амерички глумац[64]
- 28. август — Луис Гузман, америчко-порторикански глумац[65]
- 29. август — Џи Џи Алин, амерички панк рок музичар (прем. 1993)[66]

### Септембар
- 4. септембар — Бранко Вукојевић, српски сценариста и музички критичар (прем. 2003)[67]
- 13. септембар — Ђорђе Миловановић, српски фудбалер (прем. 2009)[68]
- 16. септембар — Дејвид Коперфилд, амерички мађионичар[69]
- 20. септембар — Гари Кол, амерички глумац[70]
- 21. септембар — Момир Булатовић, црногорски политичар, председник Црне Горе (1990—1998) и председник Владе СРЈ (1998—2000) (прем. 2019)[71]
- 22. септембар — Деби Бун, америчка музичарка, глумица и књижевница[72]
- 23. септембар — Паоло Роси, италијански фудбалер  (прем. 2020)[73]
- 26. септембар — Линда Хамилтон, америчка глумица[74]

### Октобар
- 1. октобар — Тереза Меј, британска политичарка, 76. премијер Уједињеног Краљевства[75]
- 4. октобар — Кристоф Валц, аустријско-немачки глумац и редитељ[76]
- 13. октобар — Синан Сакић, српски певач (прем. 2018)[77]
- 16. октобар — Ратко Радовановић, српски кошаркаш и кошаркашки функционер[78]
- 18. октобар — Мартина Навратилова, чехословачко-америчка тенисерка[79]
- 20. октобар — Дени Бојл, енглески редитељ, сценариста и продуцент[80]
- 21. октобар — Андро Кнего, хрватски кошаркаш[81]
- 21. октобар — Кари Фишер, америчка глумица, списатељица и комичарка (прем. 2016)[82]
- 26. октобар — Рита Вилсон, америчка глумица, продуценткиња и музичарка[83]
- 28. октобар — Махмуд Ахмадинежад, ирански политичар, шести председник Исламске Републике Иран[84]

### Новембар
- 15. новембар — Златко Крањчар, хрватски фудбалер и фудбалски тренер (прем. 2021)[85]
- 22. новембар — Сузана Манчић, српска глумица, певачица и ТВ водитељка[86]
- 22. новембар — Борислав Пелевић, српски политичар (прем. 2018)[87]
- 25. новембар — Слободан Нинковић, српски глумац[88]
- 27. новембар — Вилијам Фикнер, амерички глумац[89]

### Децембар
- 1. децембар — Џули Круз, америчка музичарка и глумица (прем. 2022)[90]
- 2. децембар — Стивен Бауер, кубанско-амерички глумац[91]
- 5. децембар — Клаус Алофс, немачки фудбалер[92]
- 6. децембар — Ренди Роудс, амерички музичар, најпознатији као гитариста Озија Озборна и групе Quiet Riot (прем. 1982)[93]
- 7. децембар — Лари Берд, амерички кошаркаш и кошаркашки тренер[94]
- 7. децембар    — Марк Ролстон, амерички глумац[95]
- 10. децембар — Род Благојевић, амерички политичар и дипломата српског порекла
- 28. децембар — Најџел Кенеди, енглески виолиниста и виолиста[96]

## Смрти

### Јануар
- 31. јануар — Ален Александер Милн, енглески писац.[97]

### Март
- 17. март — Ирена Жолио-Кири, француска хемичарка, добитница Нобелове награде (* 1897)[98]

### Април
- 29. април — Вилхелм фон Леб, немачки фелдмаршал[99]

### Јун
- 6. јун — Хајрам Бингам, амерички археолог. (*1875).

### Септембар
- 22. септембар — Фредерик Соди, енглески хемичар. (*1877).[100]

### Октобар
- 7. октобар — Кларенс Бирдсеј, амерички проналазач. (*1886).[101]

## Нобелове награде
- Физика — Вилијам Бредфорд Шокли, Џон Бардин и Волтер Хаусер Братен
- Хемија — Сер Сирил Норман Хиншелвуд и Николај Николајевич Семјонов
- Медицина — Андре Фредерик Курнан, Вернер Форсман и Дикинсон В. Ричардс
- Књижевност — Хуан Рамон Хименез
- Мир — Награда није додељена
- Економија — Награда у овој области почела је да се додељује 1969. године